# Pintalia inornata
Pintalia inornata är en insektsart som beskrevs av Stsl 1862. Pintalia inornata ingår i släktet Pintalia och familjen kilstritar. Inga underarter finns listade i Catalogue of Life.